# Willkommen, Mr. Marshall
Willkommen, Mr. Marshall ist eine spanische Filmkomödie aus dem Jahre 1952 von Luis García Berlanga.

## Handlung
Ganz Villar del Río ist in heller Aufregung, als das Gerücht aufkommt, dass eine Kommission, die angeblich für die Verteilung von Hilfsgeldern im Rahmen des Marshall-Plans ganz Westeuropa bereist, auch diesen Marktflecken besuchen soll. Daraufhin beruft der Bürgermeister Don Pablo die Honoratioren des Dorfes zusammen, um alle notwendigen Vorbereitungen zu treffen, damit die Chancen erhöht werden, etwas von dem großen amerikanischen Geldkuchen abzubekommen. Doch keiner der gemachten Vorschläge kann Don Pablo so richtig überzeugen. Da hat Manolo, der windige Impresario der Sängerin Carmen Vargas, die derzeit im einzigen Hotel des Ortes logiert, die zündende Idee, den in der nördlichen Provinz Soria gelegenen Ort in ein potemkinsches Dorf mit andalusischem Flair umzuwandeln, um dem klischeehaften und überwiegend von Andalusien geprägten Spanienbild der Amerikaner entgegenzukommen und sie dadurch zu finanzieller Großzügigkeit zu ermuntern.
Der Ort wird mit Pappkulissen herausgeputzt, während auch die Einwohner durch Unterricht in südspanischen Volkstänzen und im Stierkampf zum Teil der grotesken Maskerade werden. Träume, Wünsche und Hoffnungen erwachsen aus der Imagination vom erhofften Geldregen, und jeder hat seine kleinen und großen Wünsche an jenen ominösen Mr. Marshall, die auf Zettel notiert und beim Bürgermeister deponiert werden.
In der Nacht vor der Ankunft der Amerikaner offenbaren sich die Hoffnungen und Ängste der Dörfler in ihren Träumen. Den Pfarrer plagen Visionen einer Unterwanderung des katholischen Spaniens durch Millionen amerikanischer Protestanten, Juden, Farbiger und Atheisten, und er wird von den Kapuzenträgern einer Semana-Santa-Prozession, die sich als Angehörige des Ku-Klux-Klan entpuppen, einem Komitee für unamerikanische Umtriebe übergeben. Der verarmte, aber trotzdem immer noch von der Autarkie Spaniens und der Unveräußerlichkeit traditioneller Werte überzeugte Edelmann Don Luis sieht in den Amerikanern die Nachfahren kannibalischer Indianer, die ihn als letzten Vertreter seiner als Konquistadoren nach Amerika aufgebrochenen Vorfahren töten würden. Don Pablo, bisher unangefochtene Autorität seines Dorfes, läuft in seinem Traum als großspuriger Sheriff herum, der sich jedoch unter den Verhältnissen des „Wilden Westens“ als Feigling herausstellt, der nicht in der Lage ist, eine spanische Sängerin während einer Massenschlägerei in einem Saloon vor einer Horde amerikanischer Cowboys zu beschützen. Dem Bauern Juan erscheinen die Amerikaner hingegen als Reyes Magos, als die Heiligen drei Könige, die ihm den lang ersehnten Traktor per Fallschirm vom Himmel herabschicken.
Am nächsten Tag haben sich die Dorfbewohner aufgereiht, um die hohen Gäste aus dem fernen und vor allem reichen Amerika willkommen zu heißen. Die Wagenkolonne nähert sich, erreicht das Dorf und braust dann ohne Halt und ohne Beachtung der Einwohner hindurch. Dann bricht auch noch ein heftiger Regenschauer los, und die in gemeinsamer Anstrengung errichteten Kulissen lösen sich in Wohlgefallen auf. Immerhin ist wenigstens der Regen ein Segen für das von der Sonne ausgedörrte Land, denn der bedeutet für das nächste Jahr eine gute Ernte, und so wird man wenigstens die Schulden, die ein jeder für das Herausputzen des Ortes gemacht hat, wieder begleichen können.

## Produktion
Die Dreharbeiten zu Willkommen, Mr. Marshall fanden 1952 im zentralspanischen Dorf Guadalix de la Sierra, dem Villar del Río in der Geschichte, statt. Die Produktionskosten beliefen sich auf etwa zweieinhalb Millionen Peseten. Dem standen Einnahmen von 6.546.720 Peseten gegenüber. Damit war der Film ein gewaltiger Kassenerfolg.
Willkommen, Mr. Marshall wurde am 4. April 1953 in Madrid uraufgeführt. Die deutsche Erstaufführung fand am 12. Juli 1957 statt. Anfänglich wurde der Film unter dem Titel „Uns kommt das alles spanisch vor“ vertrieben.
Im spanischen Original tritt Fernando Rey als Erzähler auf.

## Auszeichnungen
- 1953: Auf den Filmfestspielen in Cannes 1953 wurde der Film als Beste Komödie ausgezeichnet, das Drehbuch erhielt eine lobenswerte Erwähnung. Regisseur Berlanga wurde für den Großen Preis nominiert.
- 1954: CEC-Preis für die beste Originalgeschichte.
- 1954: Premio del Sindicato Nacional del Espectáculo für die Sparte Bester Film.

## Kritiken
Willkommen, Mr. Marshall gilt als der erste künstlerisch ambitionierte Film im Spanien der Franco-Ära. Berlanga und sein Co-Autor Bardem galten seit dieser Zusammenarbeit als (vorsichtige) Erneuerer des spanischen Kinos in der faschistischen Diktatur.
In Der Spiegel hieß es in der Ausgabe vom 21. August 1957: „Der Original-Titel ("Willkommen, Mister Marshall!") ist dieser Epistel angemessener, denn sie parodiert die Bemühungen des unterentwickelten Franco-Reiches, sich der unverhofften Marshallplan-Hilfe würdig zu erweisen, indem es den angekündigten amerikanischen Delegierten die Kulisse eines Reiseprospekt-Spaniens darbietet. Der Film entwirft in gemütlichem, aber eigenwillig präzisem Plauderstil das ironisch liebevolle Porträt eines poweren Dorfes und schildert gewissermaßen unter der Hand, wie die in den Einwohnern schlummernden Charakterzüge durch den verheißenen Dollarregen aufs ulkigste lebendig werden. Die Parodie wurde in Cannes preisgekrönt – ihr Autor Juan Antonio Bardem hingegen von der spanischen Polizei wegen allzu freimütig geäußerter liberaler Ansichten eingelocht.“
In Reclams Filmführer ist zu lesen: „Berlanga karikiert seine Landsleute, die sich Wunder von der Hilfe von außen erhoffen, anstatt selbst die Verhältnisse zu ändern. Aber er zeigt auch, wie beschränkt die Möglichkeiten der armen Bauern zur Selbsthilfe sind. Genau darauf zielen seine Gags – und auf die Klischeevorstellungen, die man überall vom Nachbarn jenseits der Grenzen hat.“
Kay Wenigers Das große Personenlexikon des Films erinnerte daran, dass Berlanga Anfang der 50er Jahre „mit der Realsatire „Willkommen, Mr. Marshall“ als Neuentdeckung gefeiert“ wurde.
Das Handbuch V der Katholischen Filmkritik befand: „Ironisches Lustspiel, sehr witzig inszeniert. Sehenswert für Anspruchsvolle.“
Das Lexikon des internationalen Films urteilte: „Eine während der Franco-Diktatur inszenierte ironische Komödie, deren Witz damals bemerkenswerten Mut bezeugte.“